# Abbaye d'Engelberg
L’abbaye d'Engelberg (littéralement du Mont de l'Ange) est une abbaye bénédictine appartenant à la congrégation bénédictine de Suisse. Elle a été fondée après une donation du bienheureux Conrad de Sellenbüren en 1120 et se situe dans la commune d'Engelberg.

## Histoire
Engelberg faisait partie du diocèse de Constance et fait partie aujourd'hui du diocèse de Coire. Elle est dédiée à Notre-Dame des Anges.
Le premier abbé était le bienheureux Adelhelm, de l'abbaye Saint-Blaise. Le Pape Calixte II octroie divers privilèges à l'abbaye en 1124, suivi de l'empereur Henri IV et d'autres empereurs. Par la suite, l'abbaye est placée sous la juridiction directe du Saint-Siège, position qu'elle conserve jusqu'à la formation de l'ancienne confédération suisse en 1602. Engelberg, à la demande de Clément VIII, entre alors avec les autres abbayes suisses, dans la congrégation bénédictine de Suisse.
L'abbé jouit de privilèges quasi-épiscopaux et gouverne les villages environnants, en percevant une dîme. Son autorité s'exerçait sur plus d'une centaine de bourgs et villages. Ces privilèges sont abolis, lorsque les troupes révolutionnaires françaises entrent dans le canton et créent la république helvétique en 1798. Celles-ci pillent l'abbaye, en particulier sa bibliothèque aux incunables et manuscrits remontant au Moyen Âge.
L'abbaye se visite de nos jours. Elle a été reconstruite au XVIIIe siècle, après un incendie en 1729. La bibliothèque conserve des écrits manuscrits de Martin Luther, lorsqu'il était moine augustin.

## Enseignement
L'abbaye fonde un gymnasium pour garçons en 1851. Une école professionnelle secondaire a été ouverte en plus en 2000. L'internat accueille aujourd'hui plus de 120 garçons et filles de toute la Suisse. L'abbaye est en lien aussi avec l'école du prieuré de Yaoundé.

## Fondations
Engelberg a fondé aux États-Unis les abbayes de Conception (Missouri) en 1873, pendant le Kulturkampf suisse lorsque les bénédictins furent expulsés, et de Mount Angel (Oregon) en 1882.

Blason de l'abbaye
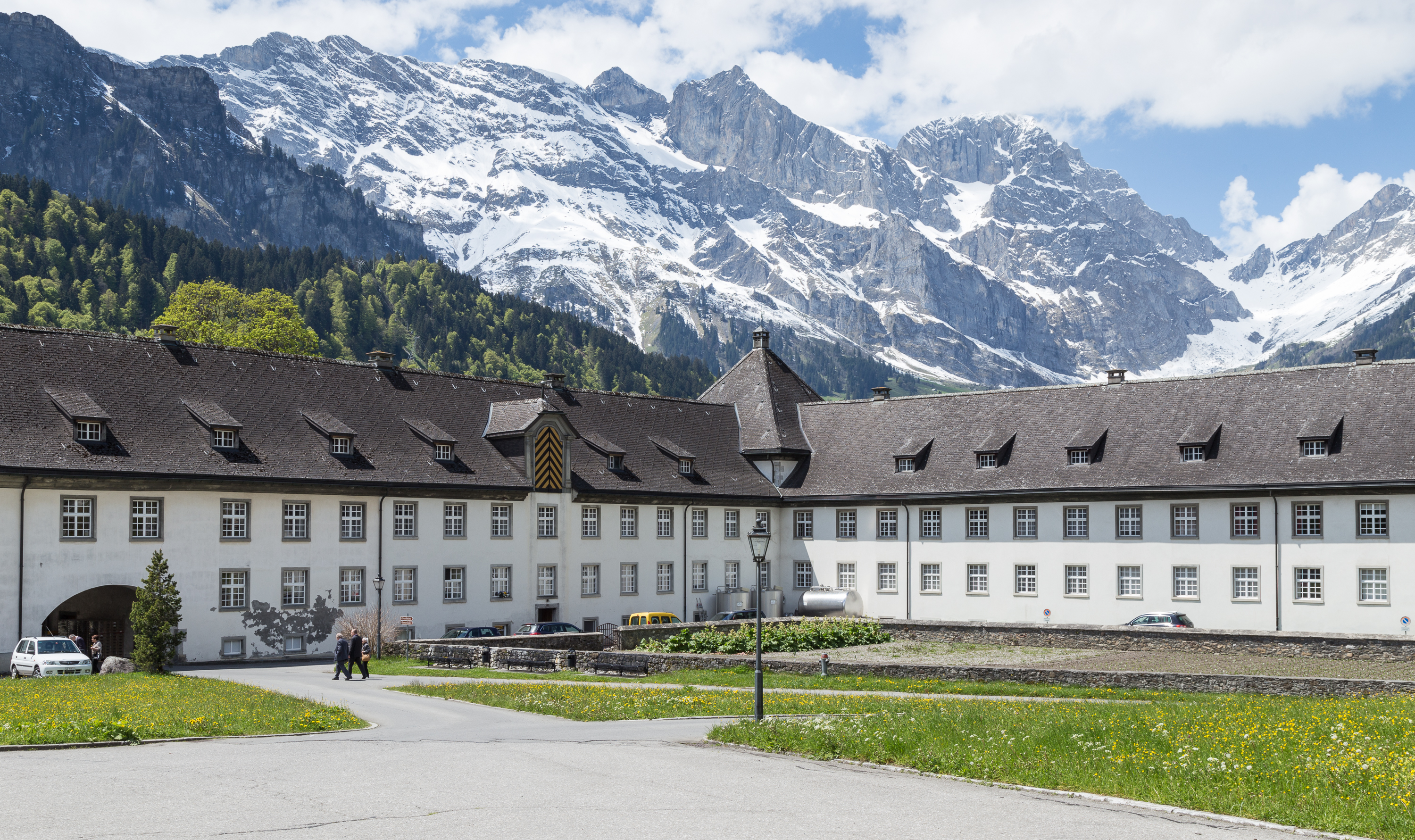
Abbaye d'Engelberg
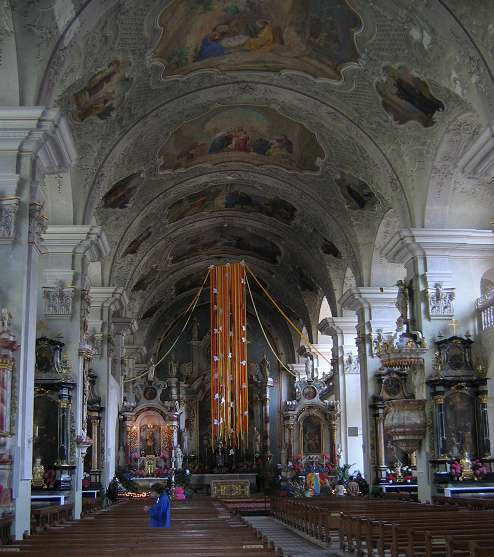
Intérieur de l'église abbatiale
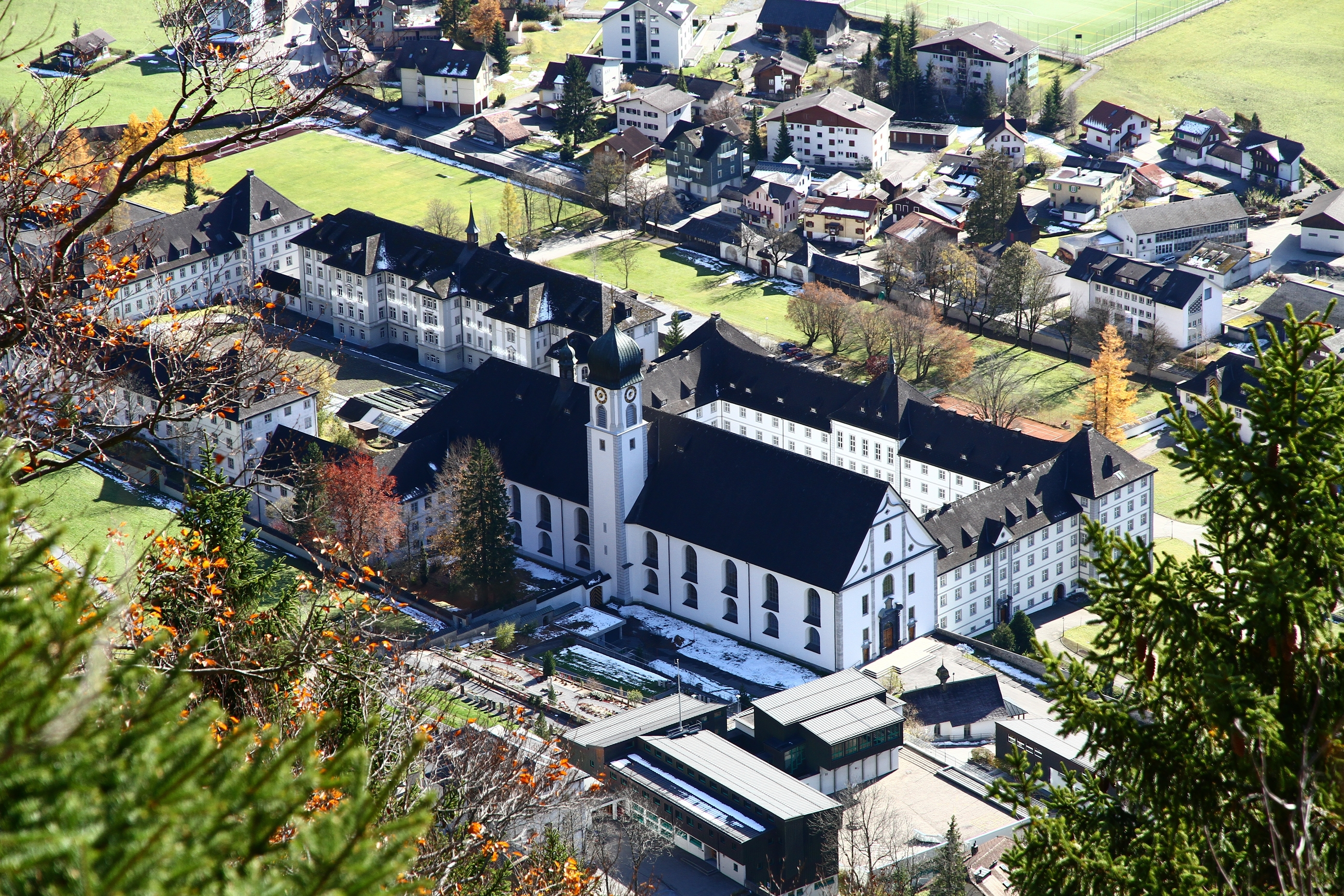
Abbaye d'Engelberg (oct. 2010)
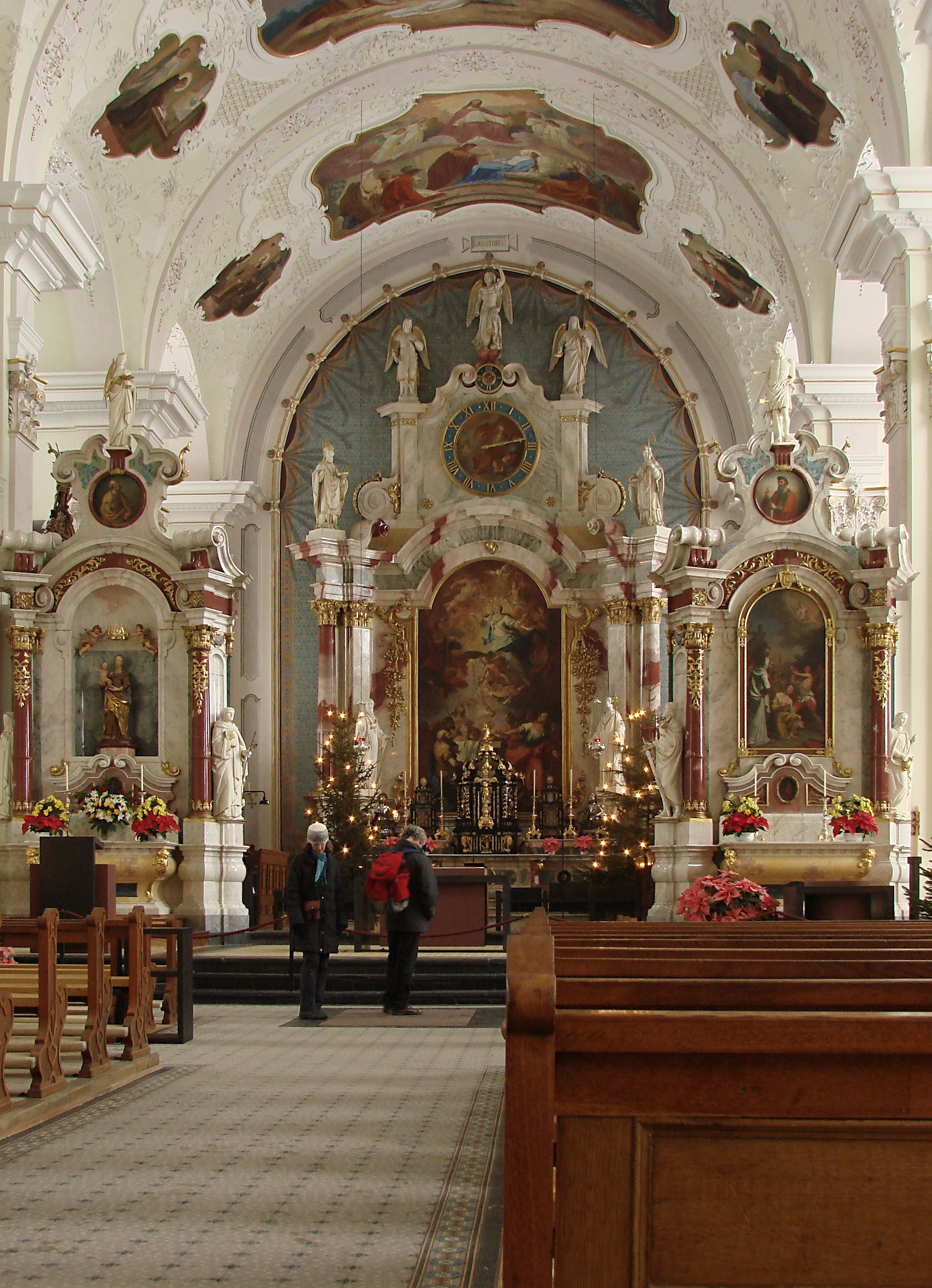
Le maître-autel de l'église

## Sources
- (de) Cet article est partiellement ou en totalité issu de l’article de Wikipédia en allemand intitulé « Kloster Engelberg » (voir la liste des auteurs).

- (en) Cet article est partiellement ou en totalité issu de l’article de Wikipédia en anglais intitulé « Engelberg Abbey » (voir la liste des auteurs).